# Пенант
Пенант (Platycercus elegans) је врста папагаја насељава обалске пределе источне и јужне Аустралије. За разлику од већине врста розела који живе у степама, пенант настањује шумске пределе, а интензитет влажности шума у којима живе, утиче на јачину црвене боје код ових птица. Постоје и две подврсте и то Platycercus Nigresceus и Platycercus Melanoptera. Ова, прва подврста настањује северне тропске регије и млади ове подврсте напуштају гнездо потпуно црвеног перја, док млади Platycercus Elegans и друге подврсте имају по напуштању гнезда на себи много више зеленог перја, да би тек у пероду сазревања добили интензивно црвено перје, а рубови крила, летних пера, репа и подбрадка им постају плаве боје. Леђа су као и код црвене розеле крљушасто црвено-црне боје. Ноге су сиво-црне, а кљун је бео са црним врхом.
Величина пенанта је око 36 cm, а разлике у половима се огледају у томе што женка има нешто мању главу и има ужу базу леђа. Лобања женке има карактеристично испупчење на виличној кости. Веома добро подносе хладноћу што је утврђено посматрањем ове врсте и на висинама од 2000 m за време зиме када је све под снегом. У природи основна храна пенанта је семе еукалиптусовог дрвета и семена неких других биљака, инсекати и наравно, локалног воћа и поврћа.
Паре се у рано пролеће када женка у дубоким дупљама дрвећа или пањева полаже 4-7 кремасто-белих јаја величине 25x30 mm и лежи на њима око 22 дана. Млади напуштају гнездо 5 недеља након излегања и остају уз родитеље још месец дана када се и осамостаљују. Младе птице су зелене са неколико црвених пера на грудима и стомаку. Сазревају након 13-15 месеци. Неухрањени или слабо отхрањивани млади постају црвени и остају закржљали, док су добро отхрањени млади јаки и излазе из кућице зеленог перја. Неке врсте розела у својој првој години живота добијају боју својих родитеља иако њихов развој није готов све док птица не наврши 2 године старости. Веома ретко изведу два легла у једној години.
У заточеништву пенанти се хране семењем сунцокрета, овса, проса, светлог семена, канаринског семена, конопље, сирка шећерца, америчког сирка, граорице и столног грашка уз обавезан додатак минерално-витаминског комплекса. Љубитељи су воћа и поврћа које им се даје у већим комадима зато што храну конзумирају држећи је у нози, а не кљуцањем. Необично воле малине и купине, али се то воће не практикује због лаке кварљивости, те се углавном хране јабуком, спанаћем, шаргарепом, краставцем, слатком паприком, першуном ...